# 侯贵松
侯贵松（1977年9月—），男，汉族，河北河间人，中华人民共和国政治人物。现任共青团河北省委书记，全国青联常委。第十四届全国政协委员。